# Wanit Jaisaen
Wanit Jaisaen (thailändisch วานิช ใจแสน, * 25. Juli 1992 in Bangkok), auch als Jaeng bekannt, ist ein thailändischer Fußballspieler.

## Karriere

### Verein
Wanit Jaisaen erlernte das Fußballspielen in der Jugendmannschaft des Erstligisten Chonburi FC in Chonburi. Hier unterschrieb er 2012 auch seinen ersten Vertrag. Die Saison 2013 wurde er an den Ligakonkurrenten Songkhla United FC nach Songkhla ausgeliehen. Die Rückrunde 2014 spielte er auf Leihbasis in Bangkok beim Zweitligisten Bangkok FC. Im Anschluss wurde er die Saison 2015 und 2016 nach Prachuap an PT Prachuap FC verliehen. In der gesamten Zeit bei Chonburi kam er auf zwölf Einsätze in der Ersten Liga. 2017 zog es ihn nach Sisaket, wo er einen Vertrag beim in der ersten Liga spielenden Sisaket FC unterschrieb. Nachdem der Verein nach der Saison 2017 in die zweite Liga abgestiegen war, wechselte er 2018 zum Zweitligisten Trat FC. Mit dem Team aus Trat wurde er 2018 Vizemeister und stieg somit in die Erste Liga auf. Die Saison 2019 nahm ihn der Bangkoker Zweitligist Thai Honda FC unter Vertrag. Nachdem Thai Honda Ende 2019 bekannt gab, dass man nicht mehr in der Thai League antreten wird, verließ er den Club und schloss sich dem Zweitligisten Sisaket FC aus Sisaket an. Am Ende der Saison musste er mit Sisaket den Weg in die dritte Liga antreten. Nach dem Abstieg verließ er den Verein und schloss sich Ende Juli 2021 dem Drittligisten Nakhon Si United FC an. Mit dem Klub spielte er in der Southern Region der Liga. Am Ende der Saison 2021/22 feierte er mit dem Verein aus Nakhon Si Thammarat die Vizemeisterschaft der Region. Als Vizemeister nahm er an der National Championship der dritten Liga teil. Hier belegte man den dritten Platz und stieg in die zweite Liga auf. Nach dem Aufstieg verließ er den Verein und schloss sich im Sommer 2022 dem Drittligisten Mahasarakham FC an. Mit dem Verein aus Maha Sarakham feierte er am Ende der Saison die Meisterschaft der North/Eastern Region und qualifizierte sich wieder für die Aufstiegsspiele zur zweiten Liga. Hier konnte man sich jedoch nicht durchsetzen. Am Saisonende 2023/24 feierte er mit Mahasarakham die Vizemeisterschaft und den Aufstieg in die zweite Liga. Nach insgesamt 48 Ligaspielen wurde sein Vertrag im Dezember 2024 nicht verlängert. Im Januar 2025 nahm ihn der in der North/Eastern Region spielende Drittligist Roi Et PB United FC unter Vertrag.

### Nationalmannschaft
Von 2014 bis 2015 spielte Wanit Chaisan dreimal in der U-23-Nationalmannschaft.

## Erfolge
Chonburi FC
- Thailändischer Vizemeister: 2012

Trat FC
- Thailändischer Zweitligavizemeister: 2018  ▲

Nakhon Si United FC
- Thai League 3 – South: 2021/22 (Vizemeister)
- National Championship: 2021/22 (3. Platz)  ▲

Mahasarakham FC
- Thai League 3 – North/East: 2022/23
- Thai League 3 – North/East: 2023/24 (Vizemeister)  ▲